# Postobón

Das Logo von Postobón S.A.

Postobón S.A. ist ein 1904 gegründetes kolumbianisches Unternehmen der Getränkeindustrie, das in der Herstellung und dem Getränke-Marketing operiert mit Unternehmenssitz in Medellín.
Postobón produziert Erfrischungsgetränke, Fruchtsäfte, Mineralwasser, Tee und Energy-Drinks. Das Unternehmen ist im Besitz der Organización Ardila Lülle, ein Unternehmen das außer in der Getränkeindustrie auch in Medien, Agroindustrie, Automobil und im Sport vertreten ist. Postobón verfügt über ein Portfolio von über 35 Marken und 400 Referenzen, darunter das apfelaromatisierte Postobón-Getränk, Colombiana, Pepsi, Bretaña, Hipinto, Popular, Seven Up, Mountain Dew, Jugos Hit, Tutti Frutti, Mr. Tee, Hatsu, Agua Cristal, Agua Oasis, Agua del Nacimiento, Sierra Fría, H2Oh!, Gatorade, Squash, Peak y Lipton Tea u. a., sowie den Heineken-Biermarken Coors Light, Amstel, Buckler Murphy'sy.
Im Jahr 2015 produzierte Postobón S.A. ca. 395,5 Millionen 12er-Einheiten Getränkekisten. Der Umsatz betrug im selben Jahr 1,123 Milliarden US-Dollar.
Postobón wurde am 11. Oktober 1904 von Gabriel Posada und Valerio Tobón gegründet. Aus den Nachnamen wurde auch der Markenname Postobón gebildet. Von 2010 bis 2014 hat das Unternehmen alle kolumbianischen Fußball-Ligen gesponsert, die Profiliga erhielt daraufhin den Namen Liga Postobón. Das Unternehmen ist auch seit 1998 Hauptsponsor des Fußballklubs Atlético Nacional.